# Parco della pace di Hiroshima
Il Parco della pace di Hiroshima (広島平和記念公園?, Hiroshima Heiwa Kinen Kōen) è un parco commemorativo che si trova nel centro di Hiroshima, in Giappone.
Il parco è dedicato alla storia di Hiroshima, la prima città ad essere attaccata con la bomba atomica alla fine della Seconda Guerra Mondiale, e condivide le memorie delle vittime dirette e indirette della bomba (di cui se ne contano circa 140.000). Il Parco della pace di Hiroshima è visitato ogni anno da più di 1 milione di persone. Il parco sorge in memoria delle vittime dell'attacco nucleare del 6 agosto 1945, quando gli Stati Uniti d'America hanno lanciato una bomba atomica sulla città giapponese di Hiroshima. Il Parco della pace di Hiroshima è stato progettato dall'architetto giapponese Kenzō Tange al Tange Lab.
Il Parco della pace di Hiroshima si trova in quello che un tempo era il distretto commerciale e residenziale più frequentato della città. Il parco è stato costruito su ciò che ne è rimasto dopo l'esplosione. Oggi al suo interno si trovano diversi memoriali e monumenti, musei e letture, che vedono la partecipazione di oltre un milione di visitatori ogni anno. L'annuale Cerimonia commemorativa della pace di Hiroshima, che si tiene il 6 agosto ed è sponsorizzata dalla città di Hiroshima, ha luogo all'interno del parco. L'obiettivo del Parco della pace di Hiroshima non è soltanto quello di commemorare le vittime del bombardamento, ma anche di tramandare gli orrori della guerra nucleare e promuovere la pace nel mondo.